# Biosécurité

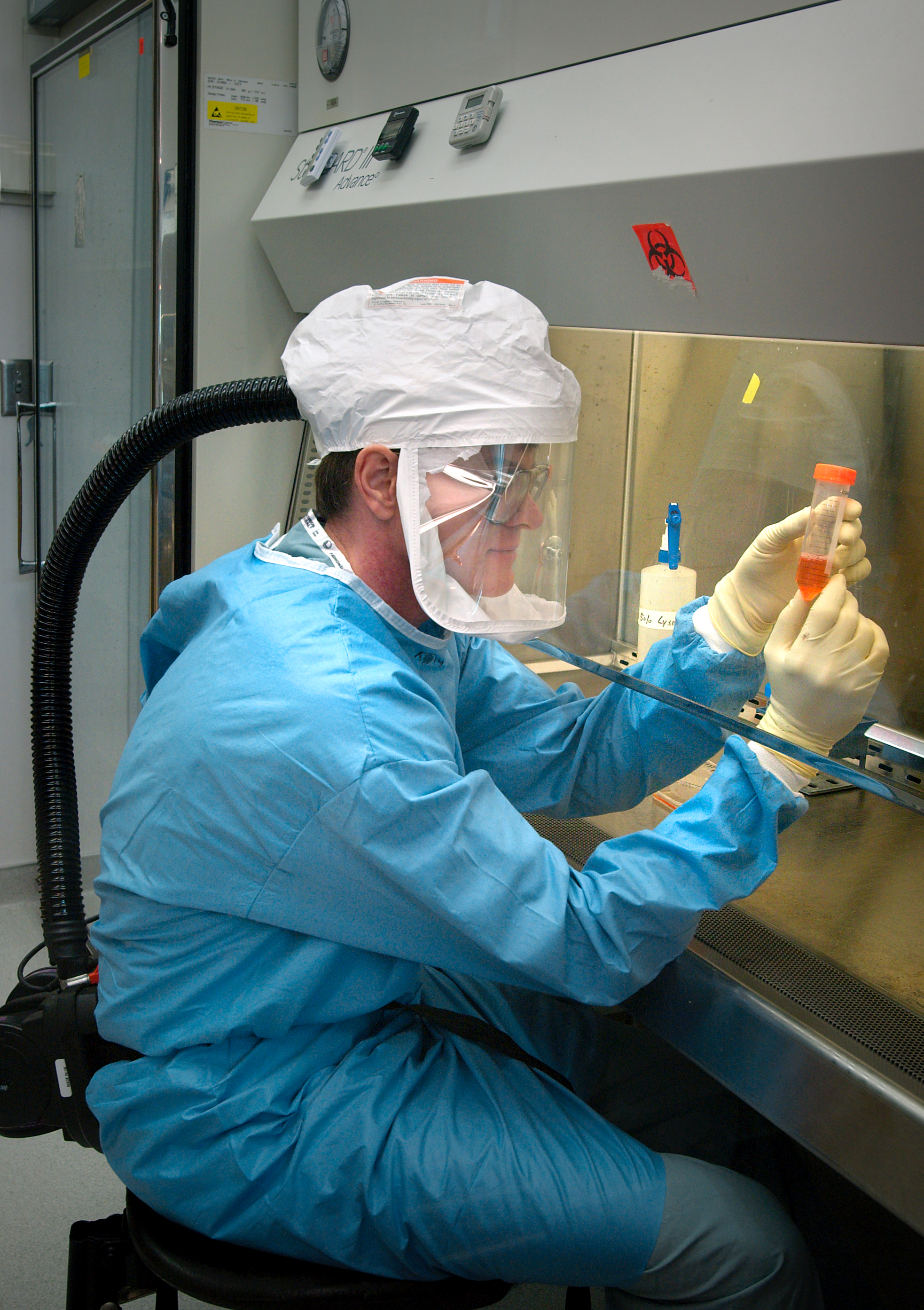
Un microbiologiste travaillant sur le virus reconstitué de la grippe espagnole de 1918, utilisant une hotte pour le confinement biologique.

La biosécurité désigne le plus souvent les processus, méthodes et mesures préventives et réglementaires visant à réduire le risque biologique, notamment les risques de diffusion et transmission (accidentelles ou malveillantes) de pathogènes (prions inclus) dans les populations humaines, les élevages, les cultures, chez les animaux de compagnie, ou dans les écosystèmes naturels. Elle englobe les mesures de surveillance, de précaution et de contrôle.
Les techniques de biosécurité sont notamment utilisées dans le secteur de la santé, de l'alimentation humaine et animale, de la défense de l'agriculture, des transports et de l'environnement. Dans les laboratoires de recherche, elles jouent un rôle clé dans la manipulation sécurisée d'agents biologiques et biotechnologiques. La biosécurité joue également un rôle dans l'élevage intensif, où la forte concentration d'animaux accroît les risques de propagation de maladies virales ou bactériennes.

## Définitions
Les académies nationales des sciences, d'ingénierie et de médecine définissent la biosécurité comme « la sécurité contre l'utilisation par inadvertance, inappropriée, ou intentionnellement malicieuse ou malveillante d'agents biologiques ou issus des biotechnologies potentiellement dangereux, y compris le développement, la production, le stockage ou l'utilisation d'armes biologiques ainsi que les pandémies ou épidémies émergentes et les maladies épidémiques ».
Le mot biosécurité a parfois aussi été utilisé pour désigner la sécurisation physique d'un espace au profit de son propriétaire ou de son occupant. Ou encore, en écologie, ce terme peut désigner le contrôle des flux vivants, visant ainsi une protection de la nature, qui inclut l'humanité et ses générations futures.

## Histoire
Au XXe siècle, les progrès des biotechnologies ont été tels que de nombreux projets civils de recherche en médecine et biotechnologies agricoles ont un potentiel d'usage militaires ou terroriste (« recherche à double usage »).
Des protocoles de biosécurité visent à empêcher les « fuites » ou pertes accidentelles de matériaux biologiques dangereux, ou qu'ils ne tombent dans les mains malveillantes. Vers la fin des années 1990 en réponse aux craintes et menaces de terrorisme biologique, la biosécurité a englobé la prévention du vol d'agents ou produits biologiques dangereux dans les laboratoires de recherche ou lors de leurs transport et d'autres usages illégaux ou détournés d'agents pathogènes dangereux ou de biotoxines.
Les épidémies ou pandémies de maladies émergentes ou réemergentes semblent se faire plus nombreuses et plus fréquentes. Presque toutes sont zoonotiques, faisant que les approches médicales et vétérinaires tendent à se rapprocher entre elles et des approches environnementalistes, dans une approche multidisciplinaire et mondiale dite One Health.

## Mise en œuvre
Des mesures actives et passives, préventives et correctives combinent divers systèmes de bonnes pratiques (ex : Hygiène, HACCP, barrières multiples, traçabilité, contrôle, vérification, certification, exercices et analyse des retours d'expérience et mises à jour de normes, etc.). Elles concernent en particulier les laboratoires de biotechnologies, la gestion des cadavre, excréta, déchets médicaux et autres déchets à risque biologique.
Des formations et outils dédiés ont été produits pour les chercheurs, les agents des douanes, de santé et les gestionnaires agricoles et de ressources naturelles, pour prévenir la propagation de ces agents biologiques.
Sous l'égide de l'OMS, l'OIE, la FAO et l'ONU, avec une approche One Health se développant dans le cadre de la mondialisation et de la grande accélération la biosécurité nécessite de plus en plus une coopération de scientifiques, techniciens, décideurs, ingénieurs en sécurité, législateur et des responsables de l'application de la loi.
Au niveau international, la question de la biosécurité est maintenant abordée et définie par des outils (ex : Codex alimentarius dans le domaine de l'alimentation) et des textes supra-nationaux, tels que le « protocole de Cartagena sur la prévention des risques biotechnologiques, relatif à la convention sur la diversité biologique », adopté le 29 janvier 2000 à Montréal. Il institue un cadre réglementaire internationale pour notamment concilier les enjeux du commerce des organismes génétiquement modifiés et la protection de l'environnement au regard de l'industrie de la biotechnologie qui connaît un essor rapide. Il met notamment l'accent sur les mouvements transfrontières. C'est un cadre pour une législation émergente sur les biotechnologies, y compris dans les pays en développement, souvent les plus riches en biodiversité, et concernés par certains risques écoépidémiologiques et sanitaires ; Il crée un contexte favorable à l'utilisation sensée et respectueuse de l'environnement des biotechnologies, supposé permettre de tirer le maximum de leur potentiel tout en réduisant les risques pour l'environnement et la santé humaine.

## Domaines concernés
La biosécurité se déploie de plus en plus largement également dans les secteurs de la santé publique et vétérinaire en général, mais aussi les domaines industriels et bien entendu dans le domaine scientifique, avec par exemple l'élaboration des « Lignes directrices en matière de biosécurité » qui fixent certaines normes concernant la question de la sécurité en laboratoire liée à la culture de cellules et de virus, ou traitant des problèmes de sécurité qui pouvaient surgir par suite de l'application des nouvelles techniques de génie génétique, comme les OGM (Organismes génétiquement modifiés).
En écologie, la biosécurité peut inclure des mesures de quarantaine et de confinement, par exemple de ravageurs, d'espèces exotiques envahissantes ou potentiellement invasives, ou encore d'organismes vivants génétiquement modifiés.
La biosécurité fait aussi partie des domaines de recherche de l'anthropologie et de la philosophie.

## Organisation
Elle s'appuie sur les principes d'évaluation et de gestion du risque.
Selon un rapport publié le 28 octobre aux États-Unis par un groupe d'étude sur la biodéfense, co-présidé par l'ancien secrétaire américain à la sécurité intérieure Thomas Ridge et un ancien sénateur Joseph Lieberman, parrainé par un think tank (Hudson Institute) selon qui le gouvernement américain peut et doit mieux se préparer. Le rapport contient 33 recommandations adressées au gouvernement américain pour améliorer la biosécurité. Il veut tirer des leçons du dernier épisode Ebola et propose notamment de créer un bureau centralisée de la biosécurité et de porter davantage l'accent sur la détection des menaces biologiques via le renseignement et la surveillance.